# Intis Telecom
Az Intis Telecom egy brit székhelyű technológiai vállalat, SMS-szolgáltató, SMS-szövegküldő szolgáltatások, a Cli.co URL-rövidítési szolgáltatás fejlesztője. Az Intis Telecom az alábbi vállalatok tagja: GSMA (Global System for Mobile Communications), a Mobile Ecosystem Forum, a RIPE (Réseaux IP Européens Network Coordination Centre) és az ICANN (Internet Corporation for Assigned Names and Numbers).

## Tevékenység
A vállalatot 2008-ban alapította Andrej Inszarov vállalkozó. Az Intis Telecom nemzetközi SMS-szolgáltató, a Cli.co URL-rövidítési szolgáltatás fejlesztője és az it.com domain tulajdonosa. A  világ 180 országában 1200 mobilszolgáltatónak szállít üzeneteket.
A vállalat bejelentette, hogy 2020-ban elindítja a Cli.co linkrövidítő szolgáltatását, amelynek hivatalos bemutatására 2021-ben, a barcelonai Mobile World Congress 2021 rendezvényen kerül sor.
2021-ben az Intis Telecom az it.com domain megvásárlásával a legmagasabb nyilvánosan bejelentett üzletet kötötte a domain piacon. A DN Journal (The Domain Industry News Magazine) szerint a tranzakció 3,8 millió dollár volt, korábban a legdrágább domain a Hippo.com volt - ennek értéke 3,3 millió dollár. A vállalat új projektjét a lisszaboni Web Summit 2021 rendezvényen mutatták be.
A vállalat tulajdonában van az it.uk is, és 2021 folyamán az Intis Telecom felvásárolt kétbetűs .it domaineket más kiterjesztésekkel, többek között a .broker, .hn, .to, .ax, .sb, .uy, .tn, .by, kz és .ae kiterjesztésekkel, amelyekért a vállalat 2.000 és 25.000 dollár közötti összeget fizetett. A harmadik szintű domainek regisztrációját is felajánlják mindezen kiterjesztésekhez.